# Raymond Ochoa
 (mars 2013).
Pour les articles homonymes, voir Ochoa.
Raymond Ochoa est un acteur américain né le 12 octobre 2001 à San Diego. Il est le frère cadet de l'acteur Ryan Ochoa. Il est notamment la voix  d'Arlo dans Le bon dinosaure,. Il a également été l'une des voix supplémentaires dans Monsters University, et est la voix actuelle de Dash Parr dans les jeux vidéo, reprenant le rôle de Spencer Fox.  
Il a joué Ollie Graham dans la saison 5 de Greys Anatomy, épisode If I Hadn't Forgotten.

## Filmographie

### Cinéma
- 2008 : Merry Christmas, Drake & Josh
- 2009 : Le Monde (presque) perdu (Land of the Lost)
- 2009 : A Christmas Carol
- 2010 : House Under Siege : Toby Michael Mazur
- 2010 : Yogi Bear
- 2010 : Robot Chicken: Star Wars Episode III
- 2011 : Milo sur Mars (Mars Needs Moms!)
- 2011 : Einstein Pals : Joey
- 2013 : Charlie A Toy Story
- 2013 :  Lovesick
- 2015 : Le Voyage d'Arlo : Arlo (voix)

### Télévision
- 2006-2009 : 10 Items or Less : Manuelito (3 épisodes)
- 2007 : Cold Case : Sean
- 2007 : American Family : Will Bogner
- 2009-2010 : Hank : Kyle Funk (3 épisodes)
- 2009 : Drag Your Daughter to Work Day
- 2009 : Hanksgiving
- 2010-2012 : Paire de rois : Lanny (jeune) / Petit garçon (3 épisodes)
- 2010 : Special Agent Oso : Noah
- 2011 : The Middle : Danny
- 2011 : Bonne chance Charlie (Good Luck Charlie) : Augie
- 2011 : Working Class
- 2014 : C'est pas moi : Zane